# Music (альбом Кэрол Кинг)
Music (с англ. — «Музыка», также известен под названием: Carole King Music) — третий студийный альбом американской певицы Кэрол Кинг, выпущенный в декабре 1971 года на лейблах Ode/A&M. В стилистическом плане Music был продолжением предыдущей пластинки Кинг — Tapestry, на волне успеха которого он быстро поднялся на вершину чарта Billboard Top LP’s. В поддержку диска были выпущены синглы: «It’s Going to Take Some Time», «Sweet Seasons» и «Brother, Brother».
Несмотря на то, что Music не стал столь новаторским и успешным, как Tapestry, альбом получил «золотую» сертификацию уже 9 декабря 1971 года — через несколько дней после своего релиза. Лонгплей стал «платиновым» 17 июля 1995 года. Сообщается, что в день поступления пластинки в продажу в США было продано 1 300 000 копий. Однако «платиновый» статус для альбомов (один миллион проданных единиц) был учреждён RIAA только в 1976 году.
Music дебютировал на 8-й строчке чарта Billboard Top LP’s, когда в нём всё ещё находился Tapestry. Альбом добрался до вершины хит-парада в новогодние праздники 1972 года и оставался там в течение трёх недель.

## Список композиций
Все песни написаны Кэрол Кинг, за исключением отмеченных.
Первая сторона
1. «Brother, Brother» — 3:00
2. «It’s Going to Take Some Time» (Кэрол Кинг, Тони Стерн) — 3:35
3. «Sweet Seasons» (Кэрол Кинг, Тони Стерн) — 3:15
4. «Some Kind of Wonderful» (Кэрол Кинг, Джерри Гоффин) — 3:07
5. «Surely» — 4:58
6. «Carry Your Load» — 2:52

Вторая сторона
1. «Music» — 3:50
2. «Song of Long Ago» — 2:44
3. «Brighter» — 2:46
4. «Growing Away from Me» — 3:03
5. «Too Much Rain» (Кэрол Кинг, Тони Стерн) — 3:35
6. «Back to California» — 3:23

## Участники записи
- Кэрол Кинг — вокал, фортепиано, электрическое фортепиано, электрическая челеста, бэк-вокал

| Музыканты: - Ральф Шакетт — орган, электрическое фортепиано, электрическая челеста - Дэнни Кортчмар — акустическая и электрогитара, бэк-вокал - Джеймс Тейлор — акустическая гитара, бэк-вокал - Чарльз Ларки — электрическая и акустическая бас-гитары - Джоэл О’Брайен, Расс Канкел — ударные - Бобби Холл — конга, бонго, бубен - Тереза Кэлдерон — конга - Кёртис Эми — теноровый саксофон, флейта - Оскар Брешир — флюгельгорн - Уильям Грин — деревянные духовые инструменты, флейта, саксофон - Уильям Коллетт — деревянные духовые инструменты, флейта, саксофон - Эрнест Уоттс — деревянные духовые инструменты, флейта, саксофон | Музыканты: - Плэс Джонсон — деревянные духовые инструменты, флейта, саксофон - Майк Олтшал — деревянные духовые инструменты, флейта, саксофон - Эбигейл Хэнесс — бэк-вокал - Мерри Клейтон — бэк-вокал Технический персонал: - Лу Адлер — продюсер - Хэнк Чикало — звукоинженер - Норм Кинни — ассистент звукоинженера - Роланд Янг — художественное оформление - Чак Бисон — дизайн - Джим Макрери — фотографии |

## Позиции в хит-парадах
| Хит-парад (1971—1972)            | Высшая позиция | Пребывание в чарте |
| -------------------------------- | -------------- | ------------------ |
| Великобритания (UK Albums Chart) | 18             | 10 недель          |
| Канада (RPM Albums Chart)        | 2              | 40 недель          |
| Норвегия (VG-lista)              | 10             | 14 недель          |
| США (Billboard Top LP’s)         | 1              | 44 недели          |
| Япония (Oricon)                  | 2              | нет данных         |

| Хит-парад (1972)                   | Позиция |
| ---------------------------------- | ------- |
| США (Billboard Top Popular Albums) | 9       |

## Сертификация
| Регион     | Сертификаты |
| ---------- | ----------- |
| США (RIAA) | Платиновый  |